# Vilgard
Vilgard (Vilgardus) est un grammairien qui aurait vécu à Ravenne au XIe siècle, évoqué par Raoul Glaber.
Ce dernier rapporte l'épisode selon lequel Vilgardus, étudiant trop assidûment et éprouvant trop d'orgueil, aurait été confronté une nuit à des démons sous les traits de Virgile, Horace et Juvénal, venus le féliciter, et l'associer à leur gloire. Convaincu de la véracité de cette vision, il aurait commencé à enseigner que les textes des poètes devaient être pris à la lettre, et à contester la vraie foi. Vilgardus aurait alors été condamné comme hérétique, mais les démons auraient continué de sévir en Italie. 